# Orthoruza niveipuncta
Orthoruza niveipuncta är en fjärilsart som beskrevs av W. Warren 1913. Orthoruza niveipuncta ingår i släktet Orthoruza och familjen nattflyn. Inga underarter finns listade i Catalogue of Life.